# Lorna Larkin
Lorna Larkin ist eine irische Schauspielerin.

## Leben
Larkin besuchte von 2008 bis 2010 die Schauspielschule Gaiety School of Acting. Ab 2013 besuchte sie das National College of Art and Design, dass sie 2014 mit dem Diplom verließ. Seit dem 30. September 2018 ist sie mit dem US-amerikanischen Kameramann und Filmschaffenden Mark David verheiratet. Ab 2013 folgten erste Mitwirkungen in Kurzfilmproduktionen. 2014 gab sie ihr Spielfilmdebüt in The Light of Day und war in einer wiederkehrenden Rolle in der Fernsehserie Damo and Ivor zu sehen.
2018 stellte sie im Dokumentarfilm I, Dolours die historische Rolle der Dolours Price dar. 2019 stellte sie im Film The Great Alaskan Race – Helden auf vier Pfoten die Rolle der Betty dar. Im selben Jahr war sie in The House of Locke in eine der weiblichen Hauptrollen als Rebecca Helsby zu sehen. 2022 spielte sie im Western Hostile Territory – Durch feindliches Gebiet in der Rolle der Mildred mit und war im selben Jahr in der größeren Rolle der Alice Douglas im Film Impuratus – Die Beichte des Teufels zu sehen.

## Filmografie (Auswahl)
- 2013: Shorelight (Kurzfilm)
- 2014: Don’t You Know Who I Am (Kurzfilm)
- 2014: The Light of Day
- 2014: Damo and Ivor (Fernsehserie, 2 Episoden)
- 2015: North Circular Road
- 2015: More Than God (Kurzfilm)
- 2016: The Nation Holds Its Breath (Kurzfilm)
- 2018: I, Dolours (Dokumentarfilm)
- 2019: The Great Alaskan Race – Helden auf vier Pfoten (The Great Alaskan Race)
- 2019: Deep Shock (Kurzfilm)
- 2019: Cuddles (Kurzfilm)
- 2019: The House of Locke
- 2019: Close Your Eyes
- 2021: The Unholy (Sprechrolle)
- 2022: Hostile Territory – Durch feindliches Gebiet (Hostile Territory)
- 2022: Unverified
- 2022: Starf*cker
- 2022: Impuratus – Die Beichte des Teufels (Impuratus)